# 在香港的越南人
在港越南人（越南语：／），指的是生活在香港的越南人。他們大多為1970年代中期開始，由於越南戰爭關係，湧至香港的越南人。基於香港政府的人道主義立場及聯合國指令，一群群的越南人就此於香港居住。越南船民的非法進入困擾了香港政府逾四分一世紀。問題終於在2000年解決。1975年至1999年間，143,700個越南船民終被安置於其他國家，超過67,000人被遣返回國。2000年2月，1400名越南難民安置在香港。大部分在香港的越南人都有華裔血統，為越南華人。越南華人大部分為廣府人與潮汕人，保留有使用粵語和潮州話的傳統，因此沒有太多語言障礙，很快融入香港社會。

## 越戰及難民移遷

### 1970年代：聚沙成塔
1975年，西贡陷落后。很多越南人恐惧越南共產黨政权，於是開始逃亡。
難民們越過邊界前往泰國、新加坡、馬來西亞、印尼及香港。
香港於1975年5月4日接收第一批越南難民，該批難民有3743人，躲在一艘丹麥船「克拉拉·梅爾斯克號」（Clara Maersk），該批船民終被接收成正式難民。
即使香港稱他們作非法難民（illegal immigrants），此次到達被視為香港首個難民潮。基本上西方政府推卸安置他們的責任。1976年，香港政府上報聯合國難民事務高級專員（難民署，UNHCR），並尋求資源協助及更快安置他們的資金。一年後，首批難民被全數安置到美國、法國、澳大利亚及香港。
1979年，越共開始於越南主要城市進行種族屠殺，導致許多越南人在香港尋求難民地位。香港成為「第一收容港」。
泰國政府隨即暫停接收難民。新馬兩地則不允許難民落地，故有效地令有關難民離開。香港開始被越南人稱作安全天堂，迅速成為難民目的地。英國廣播公司世界服務（BBC World Service）報導指香港成為第三國家最佳的選擇，因為此地提供三個月的等候期，然後安置到別國去。香港亦因為其允許落地的越南難民工作的自由政策而得名。該年亦是越南難民抵埗香港人數（68,700人）最多的一年。

### 1980年代：難民潮
難民潮持續，在1980年，超過100,000名越南人到香港尋求難民權。此時，該批難民通常很容易便獲得難民地位，及被西方國家接受。
為阻止難民湧入，1982年7月起新來港的越南人被困在「禁閉營」中，等待第三國家遣返。這些營被批評為將尋求自由的人困在鐵絲網後。美國開始實施嚴格的入境要求，企圖減少難民的進入。戰爭進行了很久，加上環球經濟衰退，令有關難民更為嚴峻。大部分由1984年越南來港的為「有序遣返計劃」的其中一批人士。
1987年，很多其他西方國家因為難民潮不斷上升而開始減低他們對越南難民的配額。1989年數字顯示每日約接收300名難民。越南船民當時聽到傳言說如果登陸本港便可獲得特赦。政府於1988年6月16日接受綜合行動計劃（Comprehensive Plan of Action），將政治難民（難民）和經濟難民（船民）分隔。經濟难民（船民）被視為非法移民，他們不會被送往第三國而會被遣返回越南。

### 1990年代：遣返政策
1980年代末期到1990年代初，香港政府實施越南語廣播，向越南船民實施甄別政策，通知越南船民以非法途徑進入香港將會遭到遣返。後來成為著名的北漏洞拉廣播。1989年起，香港政府實行遣返計劃。最初實施時為自願性，不過於越南難民間反應甚不理想，故進行強制性遣返。
1994年，綜合行動計劃出台。1997年回歸前夕，仍然有約3400名沒有居留權的越南人滯留香港，當中1400名是難民，900名是船民，餘下的1100名是非法入境者，而1400名難民中約一半曾因犯罪留有案底，因而難以得到外國收容。隨着越南國內情況的改善，前往香港的越南船民減少，香港遂於1998年1月9日取消第一收容港的地位。但直至2000年，入境處仍向越南船民發身份證，協助他們融入社區。

### 2000年代：融為一體
2000年2月，香港政府宣佈，計劃放寬對越南難民及船民的限制，容許1400名難民安置本港。此計劃適用於973名滯留在香港難民，以及327名被越南政府拒絕接收的移民。它並沒有應用在越南非法難民身上。當局同時指出，香港將繼續執行遣返來自越南的非法入境者的政策。香港前保安局局長葉劉淑儀也評論，“唯一有效，和持久的解決辦法，就是為難民和移民‘完全一體化’”，“一體化是一個人道主義的解決方式，尤其對在港出生的兒童難民和移民。”

## 設施

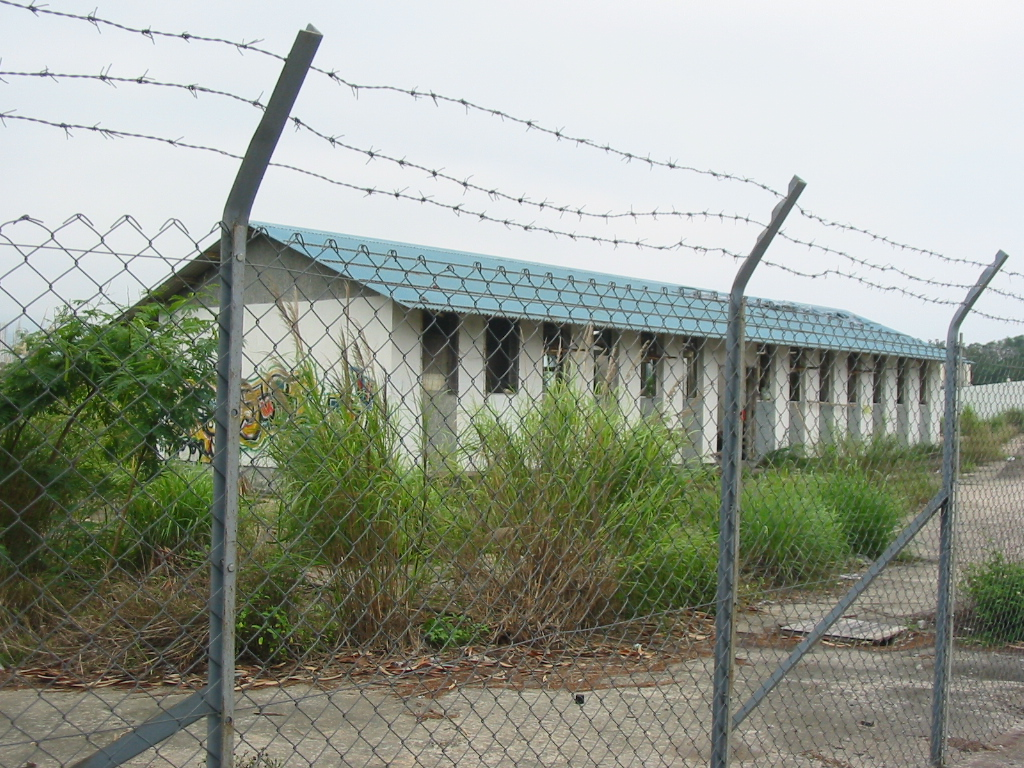
白石船民中心

首批3743名難民在1975年已經被安置於漆咸道的一個平民的難民營中。這個難民營已于1976年被拆卸。
1979年2月7日，一批載有2600名難民的船隻——巴拿馬註冊船隻Skyluck號抵達香港，但香港政府則因為設施不足而須要把有關難民暫置於船艙達4個半月。當中條件甚至比地面的營地還要好。1979年6月29日，一些船民切斷連接船身和錨的鐵鏈，令這艘達3500噸的大船漂移到南丫島附近，最終因觸礁而沉沒。
1979年6月，深水埗軍營被建於深水埗警署（於1981年3月關閉）側。，另一個則在銀禧（1980年11月）；政府也開放了在亞皆老街的前軍營來安置20,000名難民。啟德東營被設立，預計安置10,000人，屯門亦興建一23層的工廠大廈以安置16,000名難民。。另外一些臨時設施於政府船塢及西區檢疫站。
政府於1982年修訂《入境（修訂）條例法案1982》後，芝麻灣羈留中心成為首個禁閉營（於該年7月2日成立）。計劃第二個營地為喜龍洲。該營於7月末完成，用以接收1523名難民。另一禁閉營設於歌連臣角。
在馬鞍山的白石難民營亦被興建及接收28,000人。1989年6月，前軍用機場石崗機場的跑道亦被改建成一些住屋，可住約7,000名難民，但遭當地居民反對。因應香港主權移交，該設施被拆除，被改為中国人民解放军空军基地。

## 財政開支
聯合國財政部指出自1983年1月，有關越南船民住宿及安置等費用有2.7億港元（約3460萬美元），當中1.1億由香港支付，1.2億由聯合國難民署支付，餘數由國際組織支付。
聯合國因安置越南船民問題共欠香港16.1億，直至目前仍未解決。
雖然香港政府曾先後21次去信聯合國難民事務高級專員署（專員署），促請專員署償還用於有關越南入境者方面的暫支款項。惟專員署僅在1998年初，向香港特區政府還款386.5萬。

## 在港知名越南人
- 黃亞保：廚藝專家
- 呂良偉：原籍廣東，出生於越南，1960年代移居香港，曾為知名藝人，現時從商。
- 蔡少芬：香港藝人及前港姐。母親是越南華人，父親是潮州人。
- 李美琪（Maggie Q）：越美混血兒，香港知名模特兒。
- 鍾麗緹：出生於加拿大蒙特利爾，中越混血兒，香港演員，華裔小姐冠軍。
- 樂基兒：出生於澳門，成長於美國，中越混血兒，香港知名模特兒，香港著名歌手黎明之前妻。
- 歐陽英傑（星屑醫生）：中越混血兒，母親為越南前藝人，香港醫生，香港西醫工會會董，業餘作家，多媒體創作人，香港政治人物。現為全民發聲核心成員、選民力量發言人、人民力量執行委員。
- 任劍聲：原為越南的「泰越劇場」（粵劇）之紅伶，自幼已在越南演出粵劇。1960年代初，在香港粵劇紅伶關海山的慫恿及關照下，任劍聲移居香港，及後連演多齣武俠電影，成為伶影雙棲演員。
- 王國興：生於法屬印度支那（現越南）海防，親中共人士，前任香港立法會議員（工聯會）、前市政局議員、前東區區議會議員（和富）及副主席、民建聯創黨黨員。
- 徐克：出生於越南，祖籍广东省海豐縣，香港著名電影導演、編劇、監製、演員。曾憑《英雄本色》、《倩女幽魂》、《黃飛鴻》、《秦俑》等片蜚聲海內外。
- 胡美儀：香港著名歌影視及舞台藝術工作者，亦是香港著名粵曲歌手。其丈夫為香港話劇團藝術總監毛俊輝。
- 黃祥興：原名黃長興、黃致豪，早年居於越南，越南及法籍（海外）居港人，祖籍潮州，出生於香港。曾參加香港先生選舉，現為香港無綫電視經理人合約男藝員。黃長發之兄。
- 黃長發：早年居於越南，越南及法籍（海外）居港人，祖籍潮州，於2006年之香港先生選舉獲冠，曾為香港無綫電視經理人合約男藝員。黃祥興之弟。
- 尹光：出生於越南西貢（現胡志明市）堤岸，香港著名歌手，有「廟街歌王」之稱。
- 許志安：中越混血兒，香港著名歌手、演員。
- 岑麗香：父母皆越南華裔，加拿大成長，現於香港發展，香港著名演員。
- 翁靜晶：前藝員、電視及電台節目主持、保險顧問，現時為執業律師及自由撰稿人，於越南共和國出生，外祖父為當時的越南首富翁典南，父親為美國人，母親為越南華人，一歲到香港定居。
- 馮琪琪 (Kiki Phung)：越南華裔，在越南出生。2008年來到香港定居。是一名精通越南語、英語及廣東話的Youtuber。
- 阮兒：中越混血兒，香港無綫電視演員。

## 外部連結
- 事實和數據：越南難民
- 香港電台-香港故事：越·要離開了（页面存档备份，存于）